# Microrregión de Coreaú
La microrregión de Coreaú es una microrregión del estado  nordestino del Ceará, perteneciente a la mesorregión del Noroeste Cearense. Está compuesta por 4 (cuatro) ciudades.

## Municipios
- Coreaú
- Frecheirinha
- Moraújo
- Uruoca